# Chamelier
Le chamelier est un homme, essentiellement dans les pays d'Afrique et d'Asie, qui s'occupe des chameaux élevés pour les voyages en plein désert.
En Tunisie, quand on veut être précis et distinguer entre celui qui s'occupe d'un chameau et celui qui s'occupe d'un dromadaire, on parlera d’arabatier pour celui qui s’occupe d'un dromadaire.
Des unités de chameliers à visée militaire ont également été formées dans les conflits impliquant des combats en zones désertiques (voir par exemple bataille d'Aqaba, compagnies méharistes sahariennes, etc.). Aussi appelés rayens en Algérie, ils étaient utilisés par les forces Françaises pendant la conquête de l'Algérie comme mode de transport des vivres et munitions d'une colonne (mais pas en tant que combattants).

## Chameliers célèbres
- Elian Judas Finbert

## Chameliers dans la fiction
- dans L'Épopée de Umar an-Nu'mân des Mille et une nuits.
- dans le conte persan Voyages et aventures des trois princes de Serendip.
- dans le Traité des trois imposteurs (XVIIe siècle).
- un santon de Provence.
- Abdoul dans la bande dessinée Crime glacé ou Ice Crime (série Iznogoud).
- L'Histoire du chameau qui pleure, film mongol sorti en 2003.